# Пауль Мебус
Пауль Мебус (нім. Paul Mebus, нар. 9 червня 1920, Бенрат — пом. 11 грудня 1993, Кельн) — західнонімецький футболіст, що грав на позиції півзахисника.
Виступав, зокрема, за «Кельн», а також національну збірну ФРН, у складі якої став чемпіоном світу 1954 року.

## Клубна кар'єра
У 17 років Мебус почав кар'єру футболіста в клубі «Бенратер», який пізніше був перейменований в «Бенрат 06». Він був вихованцем цієї команди, яку заснували його батько і дядько ще в 1906 році. Повністю присвятити себе футболу Мебусу вдалося лише після закінчення Другої світової війни, на якій він воював 4 роки. У «Бенраті» Пауль виступав до 1951 року, коли йому надійшла пропозиція від футбольного клубу «Кельн».
У «Кельні» Мебус став одним з найкращих гравців у Західній Німеччині у 1950-ті роки. Тут повністю розкрився його різнобічний талант футболіста. Він діяв на позиції півзахисника, але не гребував і переходити в лінію нападу на позицію інсайда. У Оберлізі Вест Мебус до закінчення кар'єри провів 91 матч, в яких відзначився лише одним забитим голом. Також він провів 8 ігор у фінальних матчах чемпіонату Німеччини, 1 матч у Кубку Німеччини (1 гол) і 4 — в Кубку Оберліги Вест). У 1954 році допоміг «Кельну» стати чемпіоном Оберліги Вест, в якій брали участь всі найкращі команди Північного Рейну-Вестфалії.
У дорослому футболі дебютував 1945 року виступами за команду клубу «Бенратер», в якій провів шість сезонів.
1951 року перейшов до клубу «Кельн», за який відіграв 5 сезонів. Завершив професійну кар'єру футболіста виступами за команду «Кельн» у 1956 році.

## Виступи за збірну
Незважаючи на хорошу техніку і талант, Мебусу не вдалося стати лідером у збірній ФРН. За національну збірну він виступав з 1951 по 1954 рік. Як правило, діяв на позиції лівого папів-бека, де була гостра конкуренція з Карлом Маєм. Останній, як правило, цю конкуренцію вигравав. У 1954 році він став чемпіоном світу, провівши лише один матч на чемпіонаті світу 1954 року у Швейцарії, програному угорцям з рахунком 3:8. Після тієї гри тренер збірної Зепп Гербергер застав Мебуса співаючим у душі. В умовах розгромної поразки, це було неприйнятно для Гербергера і більше тренер німецької збірної не викликав Пауля в національну команду. Також Мебус провів два матчі за другу збірну ФРН. 
Протягом кар'єри у національній команді, яка тривала 4 роки, провів у формі головної команди країни лише 6 матчів.

## Тренерська кар'єра
Після закінчення кар'єри футболіста Мебус працював тренером у різних аматорських командах. У 1960-ті очолював «Тройсдорф» (SSV Troisdorf 05) і «Ойскірхен» (нім. SC Euskirche). У 1970-ті роки працював з «Туру Хеннеф» (FC Hennef 05), «Геенгаусом» (нім. TuS Höhenhaus) і «Айторфом» (нім. SV Eitorf 09).

## Особисте життя
У 1945 році в госпіталі міста Луккенвальде він познайомився зі своєю майбутньою дружиною Мартою. Він одружився з нею в кінці 1946 року. У них було двоє синів — Аксель і Маріо. Марта доглядала за ним до останнього дня, незважаючи на те, що вони розлучилися ще в 1963 році через надмірну пристрасть Пауля до алкоголю.
Помер 11 грудня 1993 року на 74-му році життя від лейкемії.

## Досягнення
- Чемпіон світу: 1954
- Чемпіон Оберліги Вест (1): 1953/54
- Віце-чемпіон Оберліги Вест (1): 1952/53
- Фіналіст Кубка ФРН (1): 1953/54